# Discographie de Lil Durk

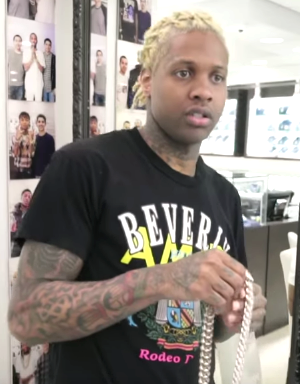
Lil Durk à Icebox en 2019.

Cet article présente la discographie détaillée de Lil Durk.

## Album studio
| Année | Album                      | Classements | Classements | Classements | Classements |
| Année | Album                      | US          | US R&B/HH   | US Rap      | CAN         |
| ----- | -------------------------- | ----------- | ----------- | ----------- | ----------- |
| 2015  | Remember My Name           | 14          | 2           | 2           | —           |
| 2016  | LilDurk2X                  | 29          | 5           | 4           | 89          |
| 2018  | Signed to the Streets 3    | 17          | 8           | 8           | 48          |
| 2019  | Love Songs 4 the Streets 2 | 4           | —           | —           | 25          |
| 2020  | Just Cause Y'all Waited 2  |             |             |             |             |
| 2021  | The Voice                  |             |             |             |             |
| 2022  | 7220                       |             |             |             |             |
| 2023  | Almost Healed              |             |             |             |             |

## Mixtapes
| Titre                          | Détails                                                                              |
| ------------------------------ | ------------------------------------------------------------------------------------ |
| I'm a Hitta                    | - Sortie : 26 août 2011 - Label : OTF - Format : Téléchargement                      |
| I'm Still a Hitta              | - Sortie : 3 avril 2012 - Label : OTF - Format : Téléchargement                      |
| Life Ain't No Joke             | - Sortie : 9 octobre 2012 - Label : OTF - Format : Téléchargement                    |
| Signed to the Streets          | - Sortie : 10 octobre 2013 - Label : OTF, Coke Boys - Format : Téléchargement        |
| Coke Boys 4 (with Coke Boys)   | - Sortie : 2 janvier 2014 - Label : Coke Boys, Evil Empire - Format : Téléchargement |
| Signed to the Streets 2        | - Sortie : 7 juillet 2014 - Label : OTF, Coke Boys - Format : Téléchargement         |
| 300 Days, 300 Nights           | - Sortie : 19 octobre 2015 - Label : OTF - Format : Téléchargement                   |
| They Forgot                    | - Sortie : 25 novembre 2016 - Label : OTF - Format : Téléchargement                  |
| Love Songs for the Streets     | - Sortie : 28 février 2017 - Label : OTF - Format : Téléchargement                   |
| Supa Vultures (avec Lil Reese) | - Sortie : 10 août 2016 - Label : 300, OTF - Format : Téléchargement                 |
| Signed to the Streets 2.5      | - Sortie : 19 octobre 2017 - Label : OTF - Format : Téléchargement                   |
| Bloodas (avec Tee Grizzley)    | - Sortie : 7 décembre 2017 - Label : 300, Def Jam, OTF - Format : Téléchargement     |
| Just Cause Y'all Waited        | - Sortie : 30 mars 2018 - Label : OTF - Format : Téléchargement                      |

## Singles
| Titre                                       | Année | Meilleure position | Meilleure position    | Meilleure position | Mixtape                 |
| Titre                                       | Année | Billboard Hot 100  | Hot R&B/Hip-Hop Songs | Hot Rap Songs      | Mixtape                 |
| ------------------------------------------- | ----- | ------------------ | --------------------- | ------------------ | ----------------------- |
| L's Anthem                                  | 2012  | —                  | —                     | —                  | I'm Still a Hitta       |
| Dis Ain't What U Want                       | 2013  | —                  | —                     | —                  | Signed to the Streets   |
| I'm a Star (featuring French Montana)       | 2014  | —                  | —                     | —                  | NC                      |
| Like Me (featuring Jeremih)                 | 2015  | —                  | 43                    | —                  | Remember My Name        |
| What Your Life Like                         | 2015  | —                  | —                     | —                  | Remember My Name        |
| My Beyoncé (featuring Dej Loaf)             | 2015  | —                  | 32                    | 21                 | LilDurk2X               |
| She Just Wanna (featuring Ty Dolla Sign)    | 2016  | —                  | —                     | —                  | LilDurk2X               |
| Money Walk (featuring Yo Gotti)             | 2016  | —                  | —                     | —                  | LilDurk2X               |
| True                                        | 2016  | —                  | —                     | —                  | LilDurk2X               |
| Baller                                      | 2016  | —                  | —                     | —                  | They Forgot             |
| What Yo City Like (avec Tee Grizzley)       | 2017  | —                  | —                     | —                  | Bloodas                 |
| Downfall (featuring Young Dolph & Lil Baby) | 2018  | —                  | —                     | —                  | Signed to the Streets 3 |
| Play With Us (featuring Kevin Gates)        | 2018  | —                  | —                     | —                  | Signed to the Streets 3 |

## Autres apparitions
| Titre                   | Année | Autres artistes                            | Album                                 |
| ----------------------- | ----- | ------------------------------------------ | ------------------------------------- |
| Beef                    | 2012  | Lil Reese, Fredo Santana                   | Don't Like                            |
| Wild Niggas             | 2012  | Fredo Santana                              | It's a Scary Site                     |
| I Want It All           | 2012  | King Louie                                 | ShowTime                              |
| It's On                 | 2012  | Bo Deal                                    | Welcome to Klanville                  |
| Katrina                 | 2012  | Lil Mouse                                  | Mouse Trap                            |
| I Gotta Sack            | 2012  | Chief Keef                                 | NC                                    |
| I Love Money            | 2012  | King Louie                                 | NC                                    |
| We That                 | 2012  | Frenchie, Yodie                            | GBE's For Greater Glory 2.5           |
| Both Sides              | 2013  | Juelz Santana, Jim Jones                   | God Will'n                            |
| Been About It           | 2013  | Chaz Gotti, Trae tha Truth                 | Voice of Dunk                         |
| S.O.S. (Smash On Sight) | 2013  | Cap1, Lil Reese                            | It                                    |
| Change                  | 2013  | Fredo Santana, Gino Marley, Capo & Ballout | Fredo Kruger                          |
| Usher Raymond           | 2013  | Fly-Ty, Cap1, Juelz Santana                | NC                                    |
| All We Do               | 2013  | Chinx Drugz                                | Cocaine Riot 3                        |
| Frontline               | 2013  | SBOE                                       | All We Got Is Us                      |
| Clout                   | 2013  | 485                                        | Duwop Gang                            |
| Wassup                  | 2013  | Lil Reese, Fredo Santana                   | Supa Savage                           |
| Ride                    | 2013  | RondoNumbaNine                             | Real Nigga 4 Life                     |
| Only In Broward         | 2013  | Maro-Murk, Kidd Kidd                       | NC                                    |
| Lettin Up               | 2013  | Lil Bibby, Lil Herb                        | We Mean Biz                           |
| Brothers                | 2013  | L'A Capone, RondoNumbaNine                 | Separate Myself & Real Nigga 4 Life 2 |
| On the Corner           | 2014  | Lil Herb, KD Young Cocky                   | Welcome to Fazoland                   |
| ChiRaq (Remix)          | 2014  | Meek Mill, Shy Glizzy                      | NC                                    |
| Gone Lie                | 2014  | Chinx                                      | Cocaine Riot 4                        |
| On fait pas ça          | 2014  | Lacrim                                     | Corleone                              |
| Murder Team             | 2014  | Young Chop                                 | Still                                 |
| 5 MO                    | 2015  | French Montana, Travis Scott               | Casino Life 2: Brown Bag Legend       |
| All Hustle No Luck      | 2015  | French Montana, will.i.am                  | Casino Life 2: Brown Bag Legend       |
| Hard Work               | 2015  | French Montana                             | Casino Life 2: Brown Bag Legend       |
| Where Yo Trap At        | 2015  | Fredo Santana, Lil Reese                   | Ain't No Money Like Trap Money        |
| Life Like This          | 2015  | J Rock, South                              | Non-album single                      |
| See Me                  | 2015  | French Montana                             | Coke Zoo                              |
| Moving Slow             | 2015  | Johnny May Cash, South                     | Non-album single                      |
| Somebody                | 2015  | Lil Reese                                  | Supa Savage 2                         |
| Myself                  | 2015  | Lil Reese                                  | Supa Savage 2                         |
| Change Up               | 2015  | Lil Reese                                  | Supa Savage 2                         |
| Gang                    | 2016  | Rowdy Rebel                                | Shmoney Keeps Calling                 |
| Ridin                   | 2016  | Young Thug                                 | I'm Up                                |
| My Boys                 | 2016  | Young Thug, Ralo, Trouble                  | I'm Up                                |
| I Will Not Run          | 2016  | Boosie Badazz                              | Bleek Mode                            |
| Betcha Didn't Know      | 2016  | Riff Raff                                  | Peach Panther                         |
| Stay On It              | 2016  | Tink                                       | Winter's Diary 4                      |
| For Real                | 2017  | Trae tha Truth                             | Tha Truth, Pt. 3                      |
| Get High                | 2017  | Young Thug, Snoop Dogg                     | Beautiful Thugger Girls               |
| Outside                 | 2017  | Mozzy, Dave East, Lex Aura                 | 1 Up Ahk                              |
| Big Dawg Status         | 2017  | Philthy Rich, YFN Lucci, Young Dolph       | Sem God                               |
| We Riding               | 2017  | Dave East                                  | Karma                                 |
| Bloodas 2 Interlude     | 2018  | Tee Grizzley                               | Activated                             |
| Problems                | 2018  | Shy Glizzy, Quando Rondo                   | Fully Loaded                          |
| Highly Anticipated      | 2018  | Dave East                                  | Karma 2                               |
| Both Sides              | 2018  | Juelz Santana, Jim Jones                   | God n' Will                           |
| Head Off                | 2018  | Jim Jones                                  | Wasted Talent                         |
| Off White Vlone         | 2018  | Gunna, Lil Baby, Nav                       | Drip Harder                           |
| Lies About You          | 2018  | Gunna                                      | Drip Season 3                         |
| 4 Nem                   | 2018  | G Herbo                                    | Humble Beast                          |
| Hoola Hoop              | 2018  | K Camp, True Story Gee                     | RARE Sound                            |
| On My Soul              | 2019  | Moneybagg Yo                               | 43va Heartless                        |
| Crazy Story 2.0         | 2019  | King Von                                   | Grandson, Vol. 1                      |
| Time Piece              | 2019  | Nav                                        | Bad Habits                            |
| OK                      | 2019  | Nav                                        | Bad Habits                            |
| Deez Streetz            | 2019  | PnB Rock                                   | TrapStar Turnt PopStar                |
| Enemies                 | 2019  | Yung Bans, Nav                             | Misunderstood                         |
| Slide Around            | 2019  | Chance The Rapper, Nicki Minaj             | The Big Day                           |
| Brothers (Remix)        | 2019  | Lil Tjay                                   | True 2 Myself                         |